# Atlas nieba
Atlas nieba – zbiór map nieba lub fotografii nieba (całego lub jego części).
Pierwszy w dzisiejszym rozumieniu tego słowa atlas nieba powstał w 1603 roku i była nim Uranometria Johanna Bayera. Atlas ten stworzony został na podstawie katalogu 1005 gwiazd opracowanego przez Tychona Brahe. Z biegiem czasu katalogi gwiazd stawały się coraz obszerniejsze, a także odkrywano i katalogowano inne obiekty jak np. gromady, mgławice, galaktyki czy radioźródła. Tym samym powstawały nowe atlasy obejmujące ww. obiekty.
Spośród współczesnych atlasów największymi są:
- The Great Atlas of the Sky – Piotr Brych, wyd. 2009 – 2,43 mln gwiazd do 12m, 70 tys. galaktyk, gromad i mgławic,
- Millennium Star Atlas – Roger Sinnott, Michael Perryman, wyd. 1997 – 1,06 mln gwiazd do 11m, 10 tys. galaktyk, gromad i mgławic,
- Wielki Atlas Nieba – Piotr Brych, wyd. 1999 – 1,06 mln gwiazd do 11m, 3 tys. galaktyk, gromad i mgławic,
- Uranometria 2000.0 – Wil Tirion, Barry Rappaport, Will Remaklus – 280 tys. gwiazd do 9,75m, 30 tys. galaktyk gromad i mgławic.

Przykładem atlasu fotograficznego wykonanego latach 50. XX wieku, a więc w epoce fotografii analogowej, jest Palomar Observatory Sky Survey. Obecnie tworzone atlasy fotograficzne są dostępne wyłącznie w postaci cyfrowej, a najbardziej znanym jest Sloan Digital Sky Survey.
Wadą tradycyjnych atlasów tworzonych na podstawie katalogów obiektów niebieskich jest brak w nich obiektów nieskatalogowanych np. progenitorów gwiazd nowych oraz zazwyczaj silnie zredukowana informacja o wyglądzie, położeniu i wielkości obiektów niegwiazdowych (mgławic, galaktyk). 
Wadą atlasów fotograficznych jest podawanie zazwyczaj tylko informacji o położeniu i jasności obiektu oraz redukcja informacji prawdziwej i wprowadzenie fałszywej w okolicach jasnych gwiazd (pierścienie i kolce dyfrakcyjne).